# عیاض بن عاشور
عیاض بن عاشور(عربی: عياض بن عاشور؛ زادهٔ ۱ ژوئن ۱۹۴۵) حقوقدان، دانشگاهی، سیاستمدار، نویسنده و وکیل اهل تونس است. عاشور کارشناس حقوق عمومی و نظریه سیاسی اسلامی و رئیس کمیسیون عالی اصلاحات سیاسی تونس بود. وی بعداً عضو کمیته حقوق بشر سازمان ملل متحد شد.

## زندگی‌نامه
عیاش بن آشور در یک خانواده تحصیل‌کرده در شهر المرسی کشور تونس متولد شد. پدرش محمدالفاضل بن عاشور از ۱۹۶۲ تا ۱۹۷۰ مفتی تونس بود، پدر بزرگ وی محمدالطاهر بن عاشور یکی از مشهورترین فارغ‌التحصیلان دوران مدرن از دانشگاه زیتونه و یکی از علمای بزرگ اسلامی قرن بیستم در تونس بود.
در ۱۹۹۲، بن عاشور از شورای قانون اساسی برای کنترل حقوق بشر رئیس‌جمهور زین‌العابدین بن‌علی استعفا داد. وی از ۱۹۹۳ تا ۱۹۹۹ به عنوان رئیس دانشکده علوم حقوقی، سیاسی و اجتماعی دانشگاه کارتاژ خدمت کرد.
بن عاشور عضو آکادمی علوم، ادبیات و هنرهای تونس، شورای اقتصادی و اجتماعی تونس و هیئت مدیره دانشگاه سنقور بود. وی در ۲۰۱۲ به عنوان عضو کمیته حقوق بشر سازمان ملل متحد انتخاب شد.
در ۱۷ ژانویه ۲۰۱۱، محمد الغنوشی نخست‌وزیر تونس، وی را به ریاست کمیسیون عالی اصلاحات سیاسی تونس منصوب کرد که متولی نظارت بر اصلاحات قانون اساسی پس از بن علی در تونس باشد.
بن عاشور از یک تغییر الگوی بنیادین حمایت می‌کرد تا بتواند در مورد اسلام به عنوان یک سیستم فرهنگی و مذهبی تجدید نظر کند و ساختارهای ایدئولوژیک و جزمی را با ادعاهای سلطه طلبی از بن براندازد. وی رویکردی فراگیر را برای مقابله با فرهنگ اسلامی توسعه داد، از جمله عناصری را که نمایندگان ارتدوکسی که به عنوان هترودوکس توصیف می‌شدند به حاشیه راند. وی رویکردی چند وجهی و کل نگر را اتخاذ کرده است.
او جوایز ملی و بین‌المللی بسیاری را به دلیل کارهای برجسته علمی خود دریافت کرده است.

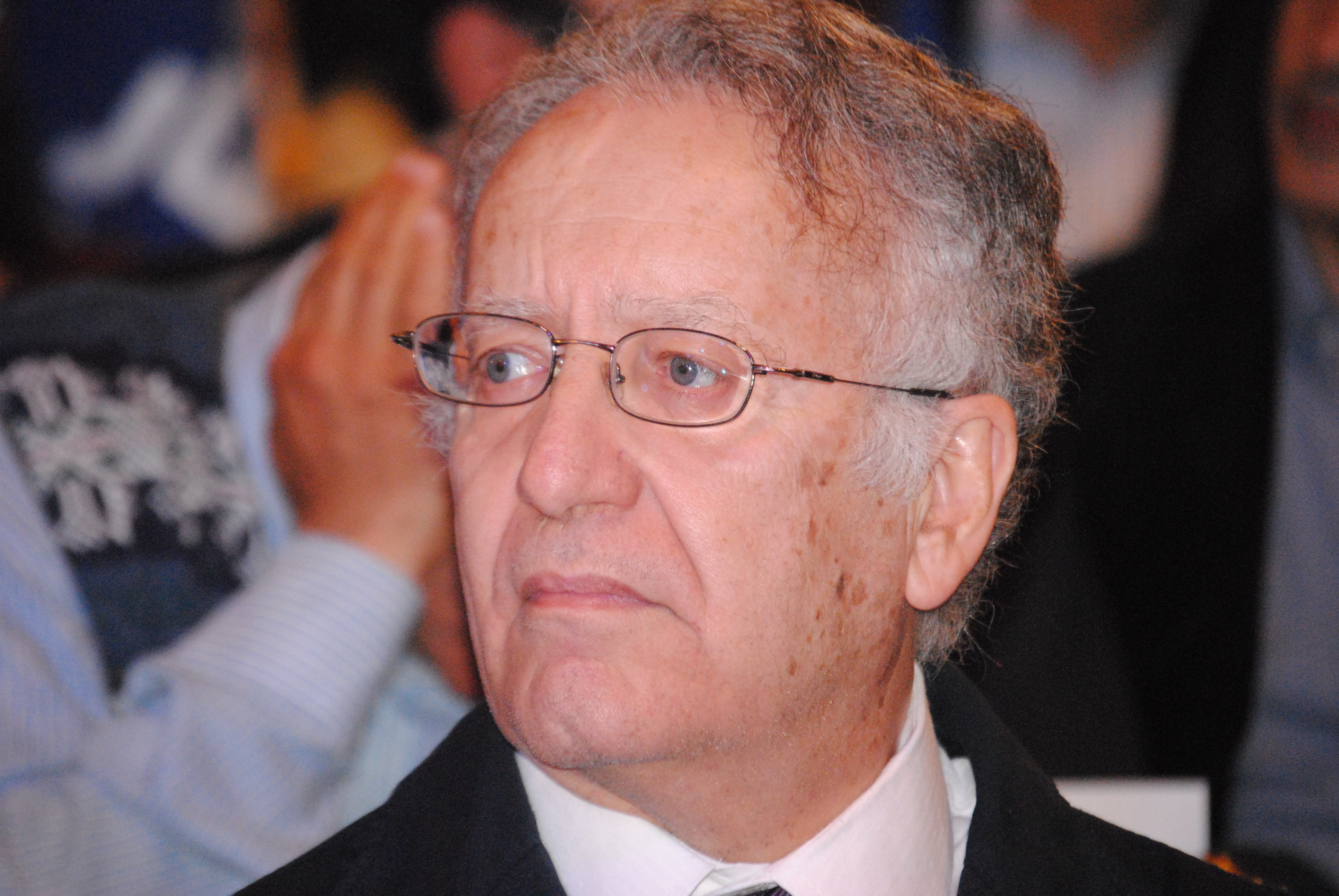
عیاض به عاشور رئیس کمیسیون عالی اصلاحات سیاسی تونس

## افتخارات و جوایز

### افتخارات
۱۹۸۱: شوالیه نشان جمهوری تونس
۱۹۹۰: افسر دستور جمهوری تونس
۱۹۹۱: افسر نشان ملی لیاقت تونس
۲۰۱۱: فرمانده نظام جمهوری تونس
۲۰۱۸: بزرگ‌ترین مقام حکم ملی لیاقت تونس
۲۰۲۰: فرمانده مدل آکادمی‌های نخل (فرانسه)

### جوایز
۲۰۱۲: جایزه بین‌المللی برای دموکراسی (بن)
۲۰۱۷: جایزه طاهر حداد برای ارتقا of مطالعات و تحقیقات در علوم انسانی (تونس)

### مدارک افتخاری
۲۰۰۲: دانشگاه لورنشن
۲۰۱۷: دانشگاه ژنو
۲۰۱۷: دانشگاه اکس-مارسی

## انتشارات اصلی
- دولت جدید و فلسفه سیاسی و حقوقی اشرار، تونس، دانشگاه تونس، ۱۹۸۰
- مدیر درست، تونس، دانشگاه تونس، ۱۹۸۲
- سیاست، دین و قانون در جهان عرب، تونس، چاپ سرس، ۱۹۹۲
- هنجارها، ایمان و قانون به ویژه در اسلام، تونس، نسخه‌های سرس، ۱۹۹۳
- حاکمیت دولت و حمایت بین‌المللی از اقلیت‌ها، لیدن، دوره‌های گردآوری شده در آکادمی حقوق بین‌الملل لاهه، ۱۹۹۴
- دعاوی اداری، تونس، نسخه‌های سرس، ۱۹۹۵
- (عربی) وجدان و قانون: روحیه مدنی و حقوق مدرن (الضمیر و القانون: الروح المدنیة و الحقوق الحدیثة)، بیروت-کازابلانکا، مرکز فرهنگی عرب، ۱۹۹۸
- نقش غیرنظامیان در سیستم بین‌الملل: قانون و روابط بین‌المللی، بروکسل، برویلانت ، ۲۰۰۳
- مقدمه عمومی به قانون، تونس، مرکز انتشار دانشگاه، ۲۰۰۵
- دادگاه حقوق بشر و آزادی مذهب اروپا، پاریس، پدون، ۲۰۰۵
- مبانی ارتدکس سنی، پاریس، دانشگاه‌های پرس فرانسه، ۲۰۰۸
- وسوسه دموکراتیک سیاست، دین و قانون در جهان عرب، ورونا، ۲۰۱۰
- باب دوم. اسلام و اندیشه حقوق بشر، پاریس، دانشگاه‌های فرانسه را چاپ می‌کند، ۲۰۱۱
- یک دادگاه بین‌المللی قانون اساسی: سنگر در برابر فرسایش دموکراسی مشروطه در مشروطه خواهی، حقوق بشر و اسلام پس از بهار عربی (ویراستار: راینر گروت، تیلمان رودر و علی الحاج، آکسفورد / نیویورک: ۲۰۱۶)
- چه اسلامی برای اروپا؟ (با فرانسوا درمانژ)، ژنو، کارگران و فیدز، ۲۰۱۷
- تونس: انقلابی در سرزمین اسلام، ژنو، کار و فیدز، ۲۰۱۸
- اسلام و دموکراسی: یک انقلاب داخلی، پاریس، گالیمارد، ۲۰۲۰